# Algemene economie
Algemene economie is de tak van economische wetenschap die de economische realiteit zoals deze de maatschappij beïnvloedt, bestudeert.

## Algemeen
Een maatschappij is doordrongen van economische aspecten, die invloed hebben op het functioneren van die maatschappij. Het maatschappelijk leven draait grotendeels om het elkaar wederzijds voorzien van producten: schaarse goederen en diensten die mensen elkaar leveren.
"Schaarste" in economische zin betekent dat er voor een goed productiemiddelen worden 'opgeofferd' om in een vraag te voorzien. Die productiemiddelen zouden ook voor andere gevraagde goederen kunnen worden gebruikt. Opoffering geeft een onomkeerbaarheid aan: bij de productie van 'schaarse' goederen worden er altijd keuzes gemaakt ten koste van andere mogelijkheden tot behoeftenbevrediging.
In Nederland wordt er bij de economische studie geen onderscheid gemaakt tussen 'economie' en  'algemene economie', in tegenstelling tot Duitsland, waar Volkwirtschaftslehre en Wirtschaftswissenschaft twee economische vakgebieden zijn.

## Deelgebieden
Het begrip 'algemene economie' wordt opgedeeld in macro-, meso-  en microeconomie.
- Macro-economie houdt zich bezig met de economie op grote schaal, zoals de huishouding van een land. Hierbij zijn onder andere nationaal inkomen, werkgelegenheid en overheidsbestedingen van belang. Men spreekt in dit verband ook wel van geaggregeerde grootheden.
- Meso-economie is de economische wetenschap die zich bezighoudt met de economie van bedrijfstakken, branches en bedrijfskolommen, concurrentie, toetreding en samenwerking.
- Micro-economie houdt zich bezig met het gedrag van respectievelijk de individuele consument (consumptie- of gezinshuishouding), of producent (productiehuishouding). De wet van vraag en aanbod staat centraal: als het aanbod van een bepaald product stijgt ten opzichte van de vraag, zal de prijs dalen; bij gestegen aanbod daalt de prijs.

Consumenten vertegenwoordigen de vraagzijde van de economie. De economische wetenschappelijke theorie gaat bij de consument uit van de wens tot maximale behoeftenbevrediging. De productiehuishoudingen vormen de aanbodzijde van de economie. De micro-economie bestudeert hoe bedrijven reageren op prijsveranderingen van zowel productiemiddelen als van producten, en nadert daarmee het vakgebied van de bedrijfseconomie.
Beide laatstgenoemde economische vakgebieden bestuderen individuele bedrijven. Het verschil is dat de micro-economie uitgaat van een modelmatige aanpak, men wil via deductie tot algemeen geldende regels komen. De bedrijfseconomie gaat steeds uit van een concrete, specifieke bedrijfssituatie: hier staat de inductieve methode voorop.

## Onderwijs
Algemene economie wordt als vak in het middelbaar en hoger onderwijs onderwezen, en als studierichting aan de universiteit. Universitair onderwezen economische vakken zijn: micro-economie, macro-economie, bedrijfseconomie, econometrie, marketing, management, accounting.